# Edward Theuns
Edward Theuns (født 30. april 1991 i Gent) er en cykelrytter fra Belgien, der er på kontrakt hos Lidl-Trek.

## Karriere
I 2014 blev Theuns professionel hos Topsport Vlaanderen-Baloise. Her kørte han to sæsoner, inden han skiftede til Trek-Segafredo på en toårig kontrakt. I 2018-sæsonen kørte han for Team Sunweb, inden han i 2019 skiftede tilbage til Trek-Segafredo. Kontrakten blev samme år forlænget, så parterne har en aftale til og med 2021.